# 발전 제동
발전 제동(發電制動)이란 전기 동력으로 구동되는 차량이나 기기류의 브레이크 방식의 일종이다. 철도 차량이나 산업 기기에 넓게 이용되고 있다.
전기 모터로의 송전을 멈추어 통상의 구동을 정지해 통상의 출력측(차량에서는 차륜)의 회전을 반대로 모터에 입력하는 형태로 전달하는 것으로, 모터를 발전기로서 작동시킨다. 발생 전력을 저항기에 흐르게 해 발열 소비시켜, 모터에 회전 저항을 일으키게 하고 제동력을 얻는다. 제동력의 성능은 저항기의 용량에 따라 변화한다.
덧붙여 넓은 의미로는 회생 브레이크도 이 범주에 포함되지만, 일반적으로 발전 제동은 저항기를 이용한 제동을 말한다.

## 철도
철도 차량에서는, 연속 구배 구간의 등판시나 정차시의 강력한 제동력 확보에 용이하기 때문에 전동차나 전기 기관차에 발전 브레이크가 자주 이용되고 있다.
하지만, 차재 저항기의 용량에 의해서 제동 능력이 제한되고 에너지를 열로 변환해 버리게 되는 것은 에너지 절약 측면에서 유리하다고 보기 힘들다. 1980년대 이후 현재에 이르기까지 전동차용으로서는 종래의 저항기식 발전 브레이크 대신 전력 회생 브레이크가 주류가 되고 있다. 제어장치의 기능으로 가선 전압보다 높은 전압의 전기를 발생시켜, 가선을 통해서 다른 역행중의 차량이나 변전소의 저항기 등에 송전하는 것을 통해 차재 저항기보다 훨씬 큰 부하를 얻어냄으로써 보다 강력한 제동력을 확보하는 것이다. 브레이크 에너지를 다른 차량의 주행 에너지로서 재이용할 수 있어 에너지 절약에 있어서도 유리하다.
그러나, 철도용의 발전 브레이크는 현재까지도 널리 이용되고 있다. 이유로서는 다음과 같은 경우를 들 수 있다.
회생 브레이크보다 회로 구성이 단순하다.
열차 수가 적은 로컬선에서는, 가선 전압이라는 외부 요소에 의존하는 회생 브레이크를 사용하는 것보다 자차(自車) 단독으로 안정된 제동력을 얻을 수 있는 발전 브레이크가 바람직하다.
근래에는 회생 브레이크를 그대로 사용하고 있는 철도도 있다. 이것은 변전소에 회생 브레이크가 발생한 전력을 흡수하는 회생 전력 흡수 장치를 탑재하는 것에 의해서 열차 개수가 적은 중소 사철에 두어도 회생 브레이크의 사용을 가능하게 한 것이다.발전 브레이크의 저항기 발열에 의한 탑재 기기 열화를 고려하면, 경영 기반의 약체인 지방 사철에 있어서는 메리트로도 된다.
강판시의 안전이 최우선 되는 급구배 노선도 마찬가지이다. 그러나, 발전 제동만을 계속 하게 되면 저항기의 발열 처리를 다할 수 없게 되어, 과열, 소실의 원인이 되는 등의 이유로 굳이 회생 브레이크로 하는 경우도 있다.

## 같이 보기
- 와전류제동